# Iñigo Vicente
Iñigo Vicente Elorduy (Derio, Vizcaya, 6 de enero de 1998) es un futbolista español que juega como extremo izquierdo en el Racing de Santander de Segunda División de España.

## Trayectoria
Iñigo llegó en 2008 a la cantera del Athletic Club, donde permaneció cuatro campañas. Tras una temporada en el Danok Bat bilbaíno, en la que el Real Madrid quiso incorporarlo a sus filas, regresó al Athletic para jugar en su equipo cadete. En la campaña 2015-16 se produjo su debut con el CD Basconia, segundo filial del Athletic Club, además de marcar 35 goles con el equipo juvenil entre todas las competiciones.
En la siguiente temporada anotó catorce tantos con el Basconia en Tercera División. En 2017 promocionó al Bilbao Athletic, donde permaneció dos temporadas en las que anotó diez goles en cada una de ellas. El 6 de agosto de 2019, tras realizar la pretemporada con el Athletic Club, fue cedido por una temporada al C. D. Mirandés de Segunda División. En noviembre anotó en tres jornadas consecutivas que ayudaron a conseguir tres victorias.
Regresó al club rojiblanco de cara a la temporada 2020-21. El 1 de octubre de 2020 debutó en Primera División, en San Mamés, en una derrota ante el Cádiz (0-1).
El 1 de julio de 2021 fue cedido nuevamente al CD Mirandés. El 23 de agosto anotó el primer gol del encuentro frente a la SD Amorebieta (2-0). El 17 de octubre marcó un gran gol de vaselina frente a la UD Ibiza en Can Misses en un triunfo por 0 a 2.
Tras rescindir su último año de contrato, el 14 de julio de 2022, fichó por el Racing de Santander por tres temporadas. En su primera campaña fue máximo goleador del equipo en Segunda División con siete tantos.En su segunda temporada mejoró su cifra de asistencias, convirtiéndose en el mejor asistente de la categoría.

## Selección autonómica
El 29 de mayo de 2019 debutó con la selección de Euskadi en un amistoso frente a Panamá, junto a otros cuatro jugadores del Bilbao Athletic.

## Clubes
Actualizado al último partido disputado el 12 de junio de 2025. Resaltadas temporadas en calidad de cesión.
| Club                         | Liga          | Temporada     | Liga  | Liga  | Liga   | Copas nacionales | Copas nacionales | Copas nacionales | Copas internacionales | Copas internacionales | Copas internacionales | Total | Total | Total  |
| Club                         | Liga          | Temporada     | Part. | Goles | Asist. | Part.            | Goles            | Asist.           | Part.                 | Goles                 | Asist.                | Part. | Goles | Asist. |
| ---------------------------- | ------------- | ------------- | ----- | ----- | ------ | ---------------- | ---------------- | ---------------- | --------------------- | --------------------- | --------------------- | ----- | ----- | ------ |
| C. D. Basconia · España      | 3.ª           | 2016-17       | 11    | 14    | 0      | —                | —                | —                | —                     | —                     | —                     | 11    | 14    | 0      |
| C. D. Basconia · España      | Total club    | Total club    | 11    | 14    | 0      | 0                | 0                | 0                | 0                     | 0                     | 0                     | 11    | 14    | 0      |
| Bilbao Athletic · España     | 2.ª B         | 2016-17       | 2     | 0     | 0      | —                | —                | —                | —                     | —                     | —                     | 2     | 0     | 0      |
| Bilbao Athletic · España     | 2.ª B         | 2017-18       | 32    | 10    | 0      | —                | —                | —                | —                     | —                     | —                     | 32    | 10    | 0      |
| Bilbao Athletic · España     | 2.ª B         | 2018-19       | 34    | 10    | 0      | —                | —                | —                | —                     | —                     | —                     | 34    | 10    | 0      |
| Bilbao Athletic · España     | Total club    | Total club    | 68    | 20    | 0      | 0                | 0                | 0                | 0                     | 0                     | 0                     | 68    | 20    | 0      |
| C. D. Mirandés · España      | 2.ª           | 2019-20       | 32    | 3     | 7      | 4                | 2                | 0                | —                     | —                     | —                     | 36    | 5     | 7      |
| Athletic Club · España       | 1.ª           | 2020-21       | 3     | 0     | 0      | —                | —                | —                | —                     | —                     | —                     | 3     | 0     | 0      |
| Athletic Club · España       | Total club    | Total club    | 3     | 0     | 0      | 0                | 0                | 0                | 0                     | 0                     | 0                     | 3     | 0     | 0      |
| C. D. Mirandés · España      | 2.ª           | 2021-22       | 36    | 6     | 4      | 2                | 0                | 1                | —                     | —                     | —                     | 38    | 6     | 5      |
| C. D. Mirandés · España      | Total club    | Total club    | 68    | 9     | 11     | 6                | 2                | 1                | 0                     | 0                     | 0                     | 74    | 11    | 12     |
| Racing de Santander · España | 2.ª           | 2022-23       | 40    | 7     | 7      | 1                | 0                | 0                | —                     | —                     | —                     | 41    | 7     | 7      |
| Racing de Santander · España | 2.ª           | 2023-24       | 40    | 3     | 13     | 1                | 0                | 0                | —                     | —                     | —                     | 41    | 3     | 13     |
| Racing de Santander · España | 2.ª           | 2024-25       | 42    | 4     | 10     | 2                | 1                | 0                | —                     | —                     | —                     | 44    | 5     | 10     |
| Racing de Santander · España | 2.ª           | 2025-26       | 1     | 0     | 2      | 0                | 0                | 0                | -                     | -                     | -                     | 1     | 0     | 2      |
| Racing de Santander · España | Total club    | Total club    | 123   | 14    | 32     | 4                | 1                | 0                | 0                     | 0                     | 0                     | 127   | 15    | 32     |
| Total carrera                | Total carrera | Total carrera | 273   | 57    | 43     | 10               | 3                | 1                | 0                     | 0                     | 0                     | 283   | 60    | 44     |
| 1. 2.                        |               |               |       |       |        |                  |                  |                  |                       |                       |                       |       |       |        |

## Palmarés

### Campeonatos nacionales
| Título              | Club          | País   | Año  |
| ------------------- | ------------- | ------ | ---- |
| Supercopa de España | Athletic Club | España | 2021 |